# Peltidium laudatum
Peltidium laudatum is een eenoogkreeftjessoort uit de familie van de Peltidiidae. De wetenschappelijke naam van de soort is voor het eerst geldig gepubliceerd in 1966 door Tanaka & Hue.